# 8421-es mellékút (Magyarország)
A 8421-es számú mellékút egy közel 9 kilométer hosszú, négy számjegyű országos közút Győr-Moson-Sopron vármegye területén. Rábaszentmihály és Mórichida között húzódik, feltárva két másik, útjába eső települést is.

## Nyomvonala
Rábaszentmihály központjában ágazik ki a 8417-es útból, annak a 9+850-es kilométerszelvénye táján, délnyugat felé. Kossuth Lajos utca néven húzódik a belterület délnyugati széléig, amit körülbelül 800 méter után ér el. Nagyjából másfél kilométer után Kisbabot területén folytatódik, a község belterületét 2,6 kilométer után éri el, ott már dél felé haladva, a Kossuth utca nevet felvéve. A központ keleti szélét elérve, 3,1 kilométer után egy közel derékszögű irányváltással nyugatnak fordul és Dózsa György utca lesz a neve, majd nem sokkal ezután beletorkollik észak felől a 8511-es út. A nyugati faluszélen a 8421-es újra délnek fordul, utolsó belterületi szakaszán a Jókai utca nevet viseli s még a negyedik kilométere előtt kilép a házak közül.
4,8 kilométer után átlép Rábaszentmiklós területére, a Marcalt már ott keresztezi, nem sokkal az ötödik kilométerét követően. Petőfi Sándor utca néven húzódik végig a községen, itt többé-kevésbé déli irányban, s a hatodik kilométerénél már újra külterületek közt jár. 6,7 kilométer után érkezik meg Mórichida határai közé és 7,6 kilométer után éri el Kismórichida településrészt, a Miklósi utca nevet felvéve. Utolsó szakaszán délnyugatnak fordul, így ér véget, beletorkollva a 8419-es útba, annak a 6+200-as kilométerszelvénye közelében.
Teljes hossza, az országos közutak térképes nyilvántartását szolgáló kira.gov.hu adatbázisa szerint 8,858 kilométer.

## Települések az út mentén
- Rábaszentmihály
- Kisbabot
- Rábaszentmiklós
- Mórichida